# Peter Christiansen (veslač)
Peter Fich Christiansen, danski veslač, * 4. april 1941, Frederiksberg.
Christiansen Je za Dansko nastopil na Poletnih olimpijskih igrah 1964, 1968 in 1972. 
Leta 1964 je bil član dvojca brez krmarja, ki je osvojil peto mesto, v isti disciplini pa je leta 1968 osvojil bronasto medaljo. Leta 1972 je na OI nastopil v danskem četvercu brez krmarja, ki je kočal tekmovanje na šestem mestu.